# Molex-connector

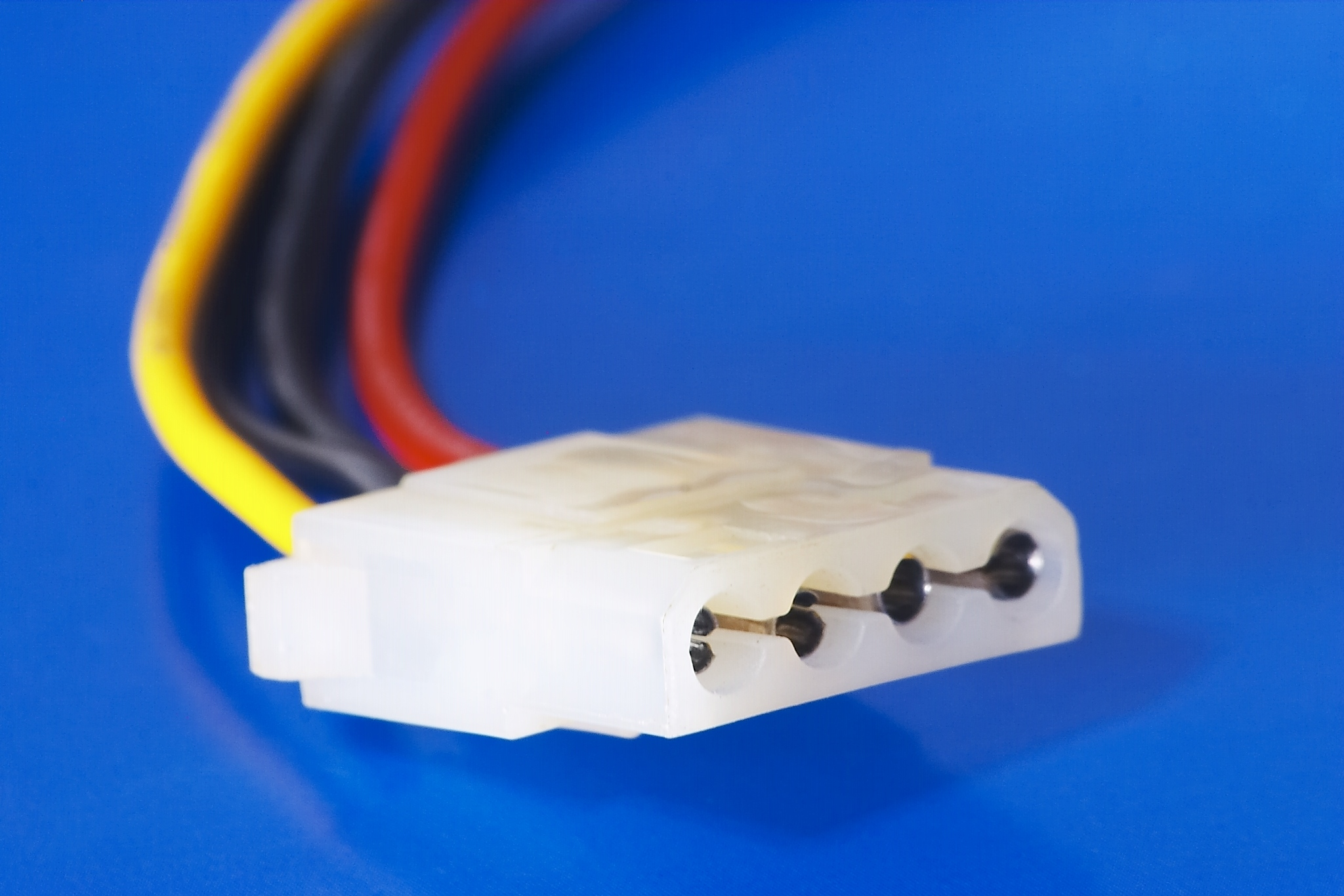
De 4 pinsvoedingsconnector die gewoonlijk gebruikt worden in pc's, formeel genaamd "Molex-connector". De gele en rode aders voorzien in respectievelijk +12 volt en +5 volt, de zwarte aders zijn de aardedraden (0 V).

Molex is de benaming voor de veel voorkomende voedingsconnector die gebruikt wordt in pc's. Ze zijn bevestigd aan de uiteinden van de voedingskabels die uit de pc-voedingen komen en kunnen zo diverse componenten in een pc van voeding voorzien.

## Naamgeving
De naam Molex is feitelijk afkomstig van een NASDAQ genoteerd bedrijf Molex gevestigd in Lisle, Illinois in de US.

## Toepassingen
De Molexconnectoren zijn vrijwel vanaf het begin van de eerste pc's in gebruik tot heden aan toe, en worden gebruikt voor o.a. de volgende componenten:
- 5,25"-floppy-drives.
- IDE, MFM, en parallel SCSI-harddisks
- Sommige SATA-harddisks die een dual-voedingsconnector hebben
- Interne cd- en dvd-drives en andere inbouw apparaten zoals de interne zip en LS-drives.
- Exotische apparatuur zoals front panels voor geluidskaarten die in 5,25"-openingen ingebouwd kunnen worden.
- Sommige aparte pc-ventilatoren hebben een Molex-contra-connector. Met "apart" wordt dan bedoeld dat deze connectoren extra in de pc worden toegevoegd/gebouwd om de gehele pc-kast van extra koeling of luchtstroom te kunnen voorzien of specifiek bedoeld zijn voor de CPU, hoewel deze laatste meestal een eigen type 3 of 4 pins-voedingsconnector gebruiken die vanaf het moederbord reguleerbaar is.
- Sommige adapters/pc-kaarten die in de ISA- of PCI-slots worden gestoken, kunnen met een Molex-connector van extra voeding worden voorzien die niet door het moederbord geleverd kan worden. Dit kwam nogal eens voor in de jaren 90 bij bepaalde video(bewerkings)kaarten.

3,5"-floppy-drives gebruiken niet deze Molex-connectors maar andere, kleinere connectors, die aanvankelijk ook door het bedrijf Molex gefabriceerd werden. Voor oudere pc's die deze connectoren niet hadden waren verloopstekkers te koop. Deze waren vaak gebundeld als kit met ook een inbouwbracket voor een 5,25"-opening en een verloopstekker voor de 5,25"-floppy-flat-cablestekker.
Tevens zijn er verschillende verleng-, splitter- en verloopstekkers voor andere connectoren op de markt.

## Pin out
| Kleur | Kleur | Functie |
| ----- | ----- | ------- |
|       | Geel  | +12 V   |
|       | Zwart | Aarde   |
|       | Zwart | Aarde   |
|       | Rood  | +5 V    |